# لیلیان آن (وای‌اف‌بی-۴۱)
لیلیان آن (وای‌اف‌بی-۴۱) (به انگلیسی: Lillian Anne (YFB-41)) یک کشتی بود که طول آن ۱۶۰ فوت (۴۹ متر) بود. این کشتی در سال ۱۸۹۵ ساخته شد.